# 北京王府大飯店
北京王府大飯店（葡萄牙語：Hotel Palácio Imperial Beijing），前稱新世紀酒店（Hotel Novo Século），是澳門氹仔的一間已結業的賭場酒店，樓高16層，設有554間客房以及28間酒店服務式公寓，於1992年落成啟用。
酒店曾附設有希臘神話娛樂場（前身為新世紀娛樂場），以古希臘神話的人物作為主題，設有中西式賭檯228張，並於娛樂場內設有兒童遊樂設施。

## 歷史

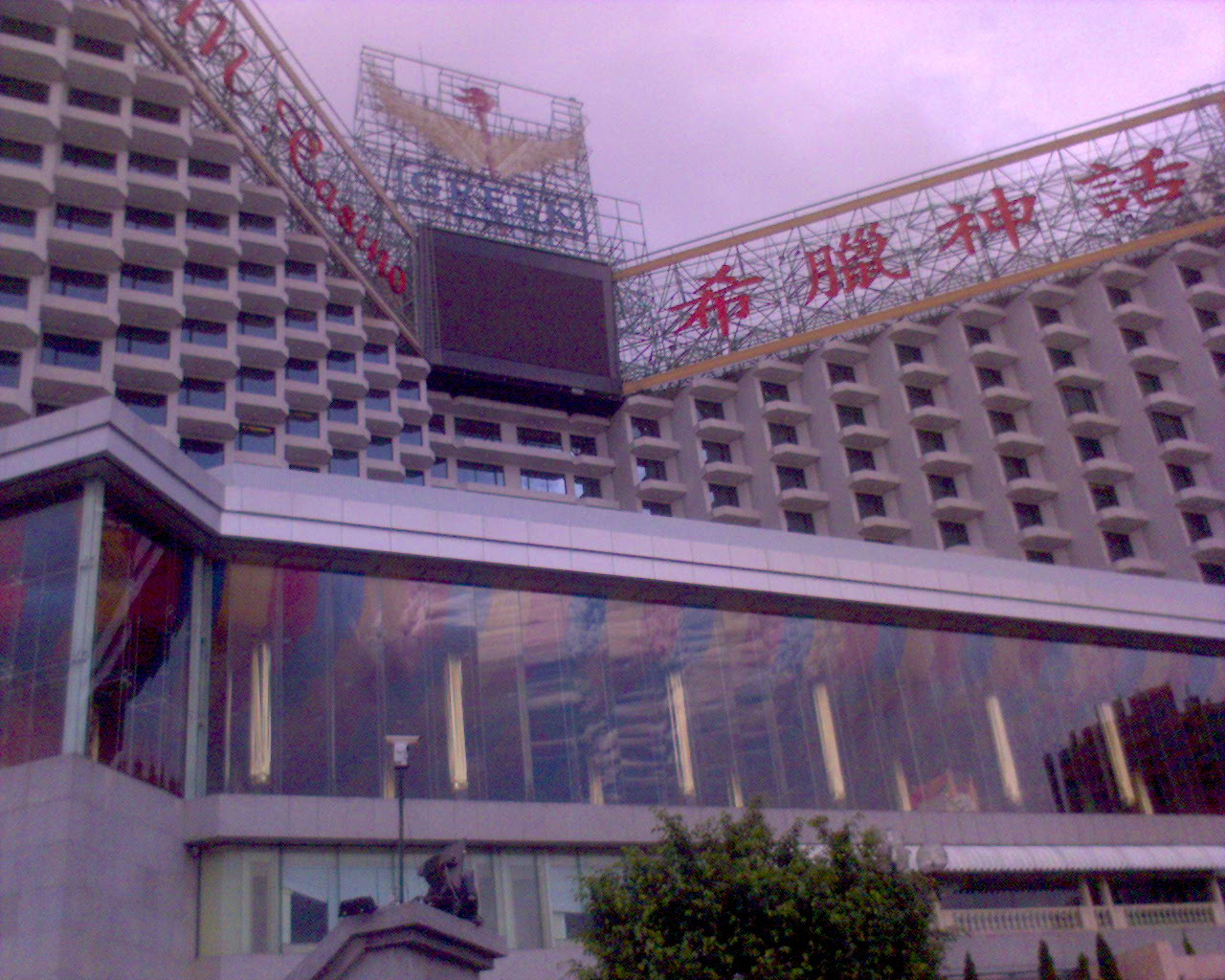
新世紀酒店時期的正面

酒店由澳門酒店投資有限公司策劃興建，並於1992年落成開幕，最初命名為新世紀酒店，並沒有附設娛樂場。其後於1996年，酒店被澳門商人吳文新名下的銀信控股有限公司所收購，並與當時澳門博彩業牌照持有者澳門旅遊娛樂有限公司（STDM）合作，將原本位於澳門賽馬會的凱旋娛樂場遷至酒店地下，並改名為新世紀娛樂場，佔地約30,000平方尺，於1997年8月1日開幕。但於娛樂場開幕前兩天，即1997年7月30日，娛樂場門外曾發生槍擊事件，槍手手持自動步槍掃射，轟動澳門各界。
2004年下半年，酒店方面投資約6億澳門元將原本的餐廳、會議室、兒童遊樂場、宴會廳及商場等改建成娛樂場，並以古希臘神話人物為主題重新裝修，並重新命名希臘神話娛樂場，於2004年12月23日開幕。此項為酒店擴建的首期工程，包括於正門建起以海神波塞冬為主題的水池，於酒店頂部增設大型屏幕，並於場內加建升降舞臺等。
2012年7月，酒店發生股權及租務糾紛，並突然暫停營業及開始禁止公眾人士進入，只容許已入住的旅客內進。當時只有希臘神話賭場仍然正常營運，並有保安人員在場核實進入酒店人士身份；而由於酒店報警，警方一度派員入酒店調查。事件令大約200名住客受到影響，而經當局介入後，酒店三天後全數恢復營業，而澳門警方則進駐酒店加強保安；但除餐廳未開放外，部分員工返酒店上班時亦一度被拒。
2014年1月，酒店獲上市公司國際娛樂擬收購原酒店持有方太陽城集團七成股權，同時亦將酒店更名為北京王府大飯店，唯除名稱更改外，酒店內之設施暫時維持不變。
2015年12月31日，希臘神話娛樂場貼出告示指當天起以「內部裝修工程」為由暫時停止營業。
2016年7月22日，澳門旅遊局公布勒令暫時封閉酒店6個月。
2016年9月5日，該酒店被「北京王府大飯店苦主大聯盟」召開記者招待會，指涉及超額銷售客房詐騙超過70萬間客房，涉資金額為2.5億港元（32,233,109美元），因此由往檢察院向「澳門酒店投資有限公司」檢舉。
2017年1月6日，澳門旅遊局仍未收到酒店修改工程的申請。
2017年1月13日，該酒店前持有者澳門酒店投資有限公司，由於在2017年1月22日，不可能在期限屆滿前完成，故此把酒店牌照交還予澳門旅遊局。
2019年7月，飯店原址土地重建被土地工務運輸局公示，涉及地段屬租賃批地，面積達14,918平方米，用途維持為酒店綜合設施，樓宇最大許可高度以地段劃分分別為海拔70米和140米。但超過20個苦主團體包括中澳兩地旅行社組成的苦主聯盟反映，已停業的澳門北京王府大飯店未有解決償還欠款的情況下進行重新規劃是不合理，要求澳門特別行政區政府暫時擱置有關土地的重新規劃。
2019年7月26日，時任土地工務運輸局局長李燦烽表示，原重建規劃條件圖申請被有關申請人應要求於公示第四日收到有關申請後取消條件圖公示，不存在有關政府部門加快、加急處理的情況。
2024年9月17日，澳門土地工務局根據《土地法》，宣告解除澳門北京王府大飯店地段的土地批給（氹仔徐日昇寅公馬路889號及菜園路544-668號）。

## 擴建
酒店擴建規劃共分3期完成，首期已於2004年12月23日落成啟用。
- 第2期工程：於2004年下半年展開，包括把原來酒店地下的原新世紀娛樂場重新裝修及改建，另把酒店3樓平臺之上加建一層及打通原來酒店EF樓層以擴大規模，娛樂場規模屆時娛樂場的總面積會增至36,800平方米，首階段將增設約10間貴賓廳及100台角子機，預計賭檯最終增至500張，角子機增至300台。

- 第3期工程：計劃於2006年展開，2007年至2008年完成。工程包括拆卸原新世紀酒店側游泳池及平台，增建一幢38層高酒店新翼，提供共450間客房的酒店新翼。其低層5層劃為娛樂場，面積約20,000平方米，計劃提供賭檯500張，另備商場及會展設施等，投資逾13億元。

## 娛樂
酒店門前的海神水池是以海神波塞冬為主題，配以飛馬、仙女等做配襯，與娛樂場正門的宙斯神像一併成為遊客到該地的熱門拍照景點。海神水池會於每晚表演兩場幻彩燈光表演，配以壯麗的音樂做襯托。
另外，娛樂場正中央的升降舞臺則每天都安排歐洲歌舞團表演紅磨坊式的歌舞表演。另外，娛樂場設有中場、高額投注區以及貴賓廳等以迎合不同種類旅客的需要。
酒店設有夜總會、桑拿、酒吧及兒童遊樂設施供旅客使用:
- 世紀富豪夜總會
- 新世紀桑拿
- 新世紀酒吧
- 新世紀歡樂城

酒店方面並擬於擴建後提供更多休閒娛樂設施和購物中心。

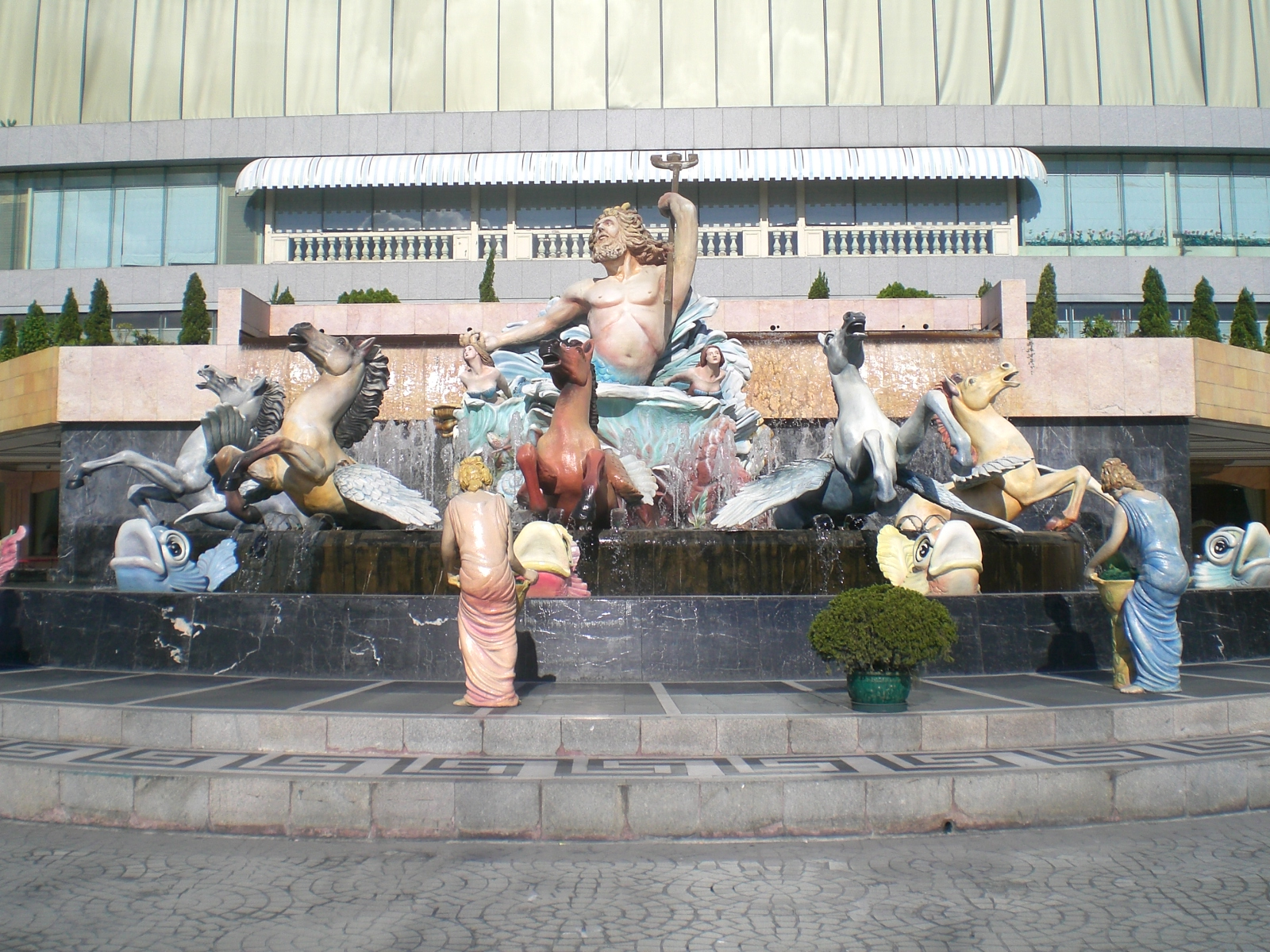
正門水池
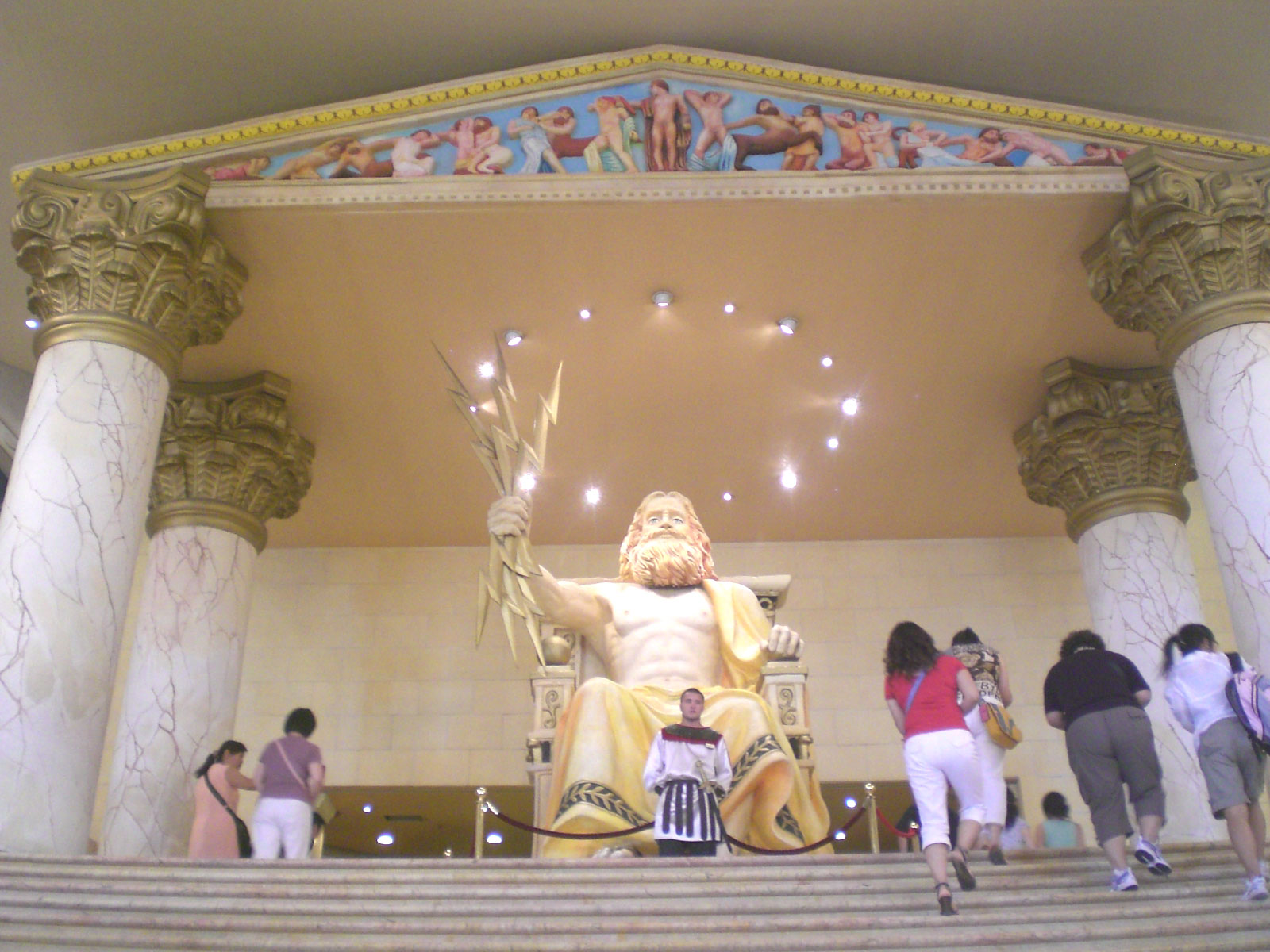
仿宙斯的塑像
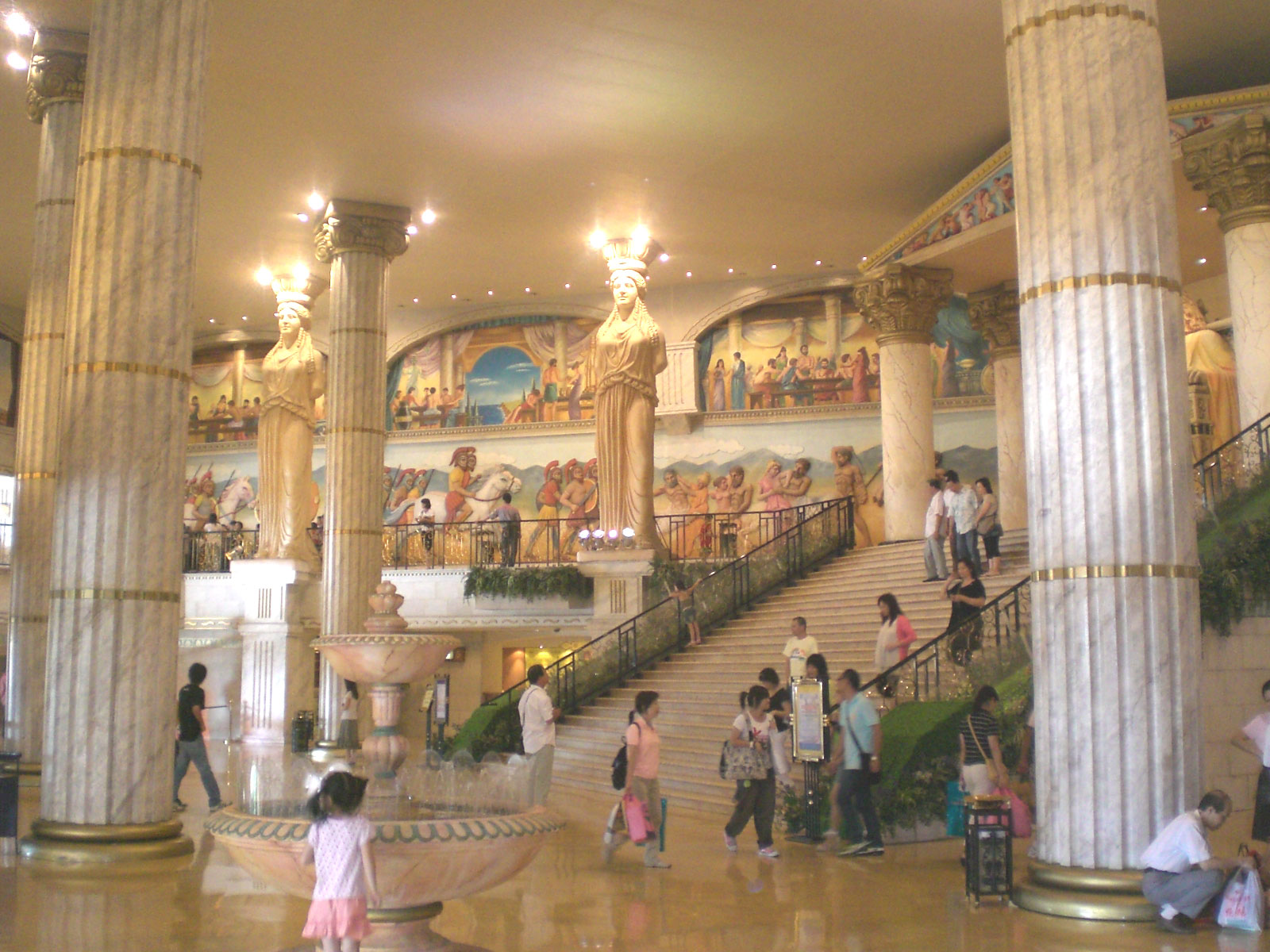
大堂入口
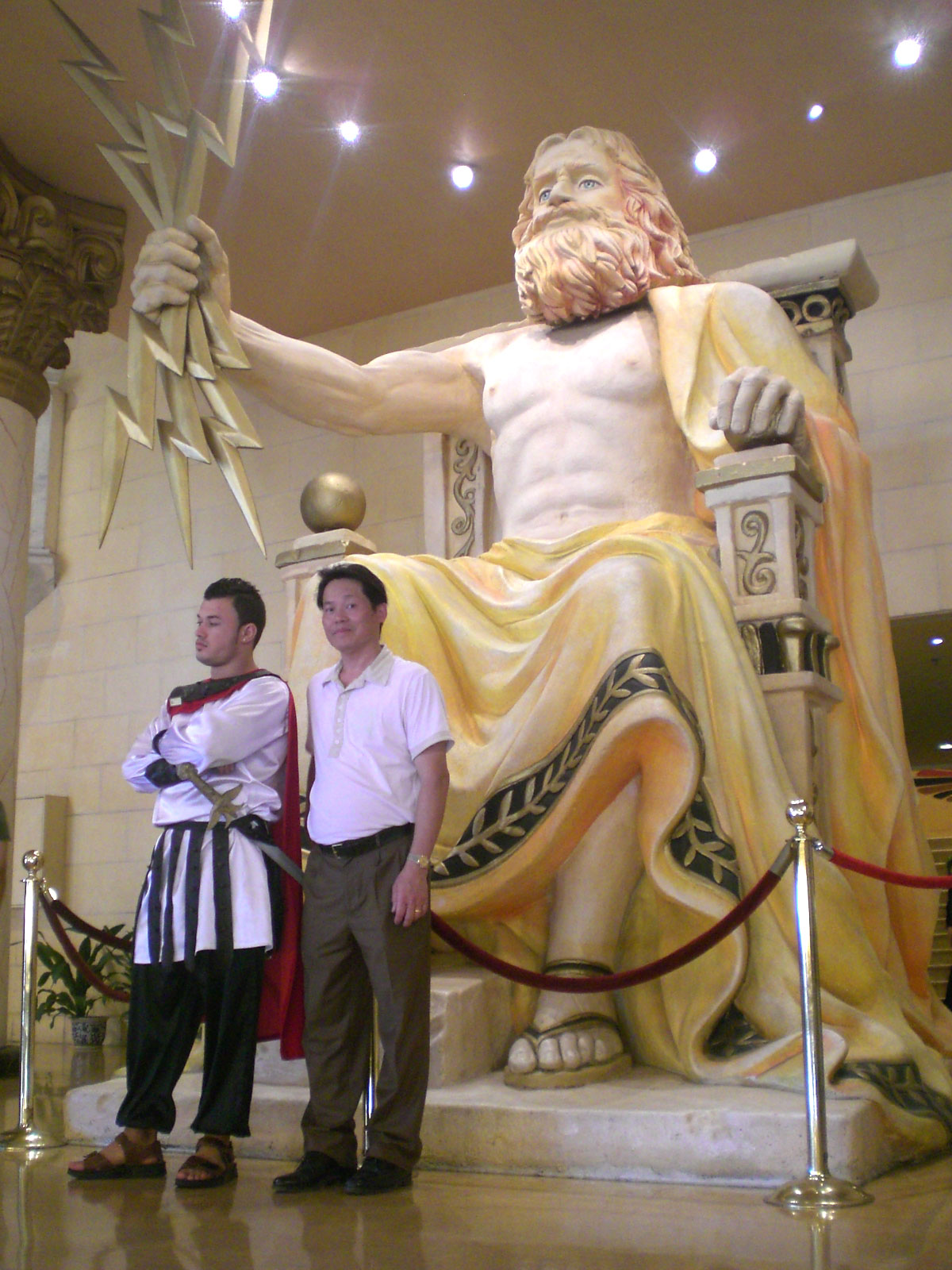
角色扮演合照

## 交通配套

### 自設交通
酒店設有來往酒店與口岸的接駁專巴服務，但已終止。終止前接駁專巴服務設有以下3條路線：
- 北京王府大飯店 ↔ 關閘
- 北京王府大飯店 ↔ 外港碼頭
- 北京王府大飯店 ↔ 氹仔臨時客運碼頭

### 公共交通
鄰近北京王府大飯店的巴士站有：
T307 宋玉生博士圓形地（ROTUNDA DR. CARLOS A. C. P. D' ASSUMPÇÃO）
路線：11、35、37、39、72、N2